# Antoni Bartłomiej Ledóchowski
Antoni Bartłomiej Jacek Joachim Filip Michał Ledóchowski, właśc. Antoni Halka-Ledóchowski (ur. 1755 w Krupie k. Łucka, zm. 1835 w Warszawie) − hrabia, poseł obozu reformatorskiego na Sejm Czteroletni z województwa czernihowskiego w 1790, starosta hajsyński, dworzanin króla Stanisława II Poniatowskiego, autor anonimowych publikacji reformatorskich, członek Zgromadzenia Przyjaciół Konstytucji Rządowej.
Syn Franciszka Antoniego i Ludwiki z Denhoffów. Brat Stanisława. Właściciel dóbr na Wołyniu, Sandomierszczyźnie i Mazowszu. Po powstaniu kościuszkowskim sprzedał dobra wołyńskie i mazowieckie i osiadł w dobrach sandomierskich (Ossolin). Wraz z bratem Stanisławem w 1800 roku otrzymał tytuł hrabiowski od cesarza rzymskiego Franciszka II. 8 stycznia 1809 roku był w pierwszej grupie odznaczonych Orderem Leopolda przez Cesarza Austrii Franciszka I.
W 1816 roku wysadził zamek w Ossolinie, rzekomo w poszukiwaniu skarbów. Odebrał również Ossolinowi prawa miejskie z uwagi na całkowity brak rozwoju miejscowości jako jednostki miejskiej. Po śmierci żony w 1819 roku przekazał dobra klimontowskie synowi Józefowi oraz ossolińskie Ignacemu, a sam wybrał stan duchowny. Przygotowywał się do niego w zakonie reformatów w Sandomierzu i Zgromadzeniu Księży Misjonarzy w Warszawie przy kościele św. Krzyża. Zmarł przy tym kościele. Pochowany w farze w Klimontowie.
Kawaler polskiego Orderu św. Stanisława od 1789 i austriackiego Orderu Leopolda I klasy od 1809.
Pierwszy w rodzinie hrabia austriacki od 8 maja 1800, galicyjski od 15 maja 1800, potwierdzony w Królestwie Kongresowym w 1820